# Hangar

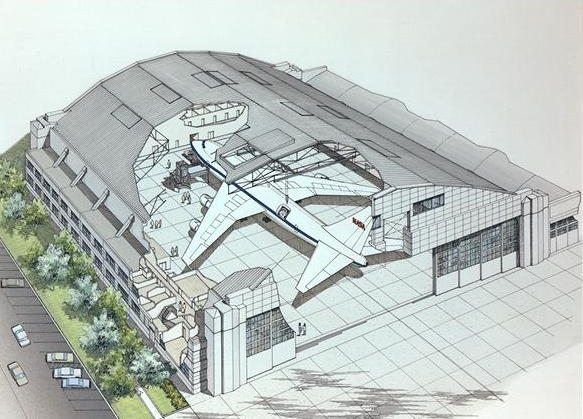
O schemă a unui hangar.

Un hangar este o clădire destinată adăpostirii de aeronave sau de nave spațiale. Hangarul este format dintr-un acoperiș înălțat pe stâlpi și mai multe deschideri laterale. De obicei hangarele sunt făcute din metal, dar câte o dată vin făcute din alte materiale precum lemnul și ciment.
Hangarele vin utilizate pentru protejarea de timpul atmosferic, repararea, fabricarea, înmagazinarea și asemblarea acestelor mașinării.

## Istoria
Carl Rickard Nyberg a utilizat un hangar pentru a înmagazina prototipul Flugan creat de el.
În anul 1909, Louis Bleriot a aterizat într-o fermă în Franța de nord, mai exact în orășelul Les Baraques, și a împins monoplanul său într-un grajd. În acel moment Bleroit era în cursă pentru a fi primul om care a atraversat Canalul Mânecii într-o aeronavă mai grea decât aerul. După acest aveniment, Bleriot chemase o firmă numită REIDsteel și ordinase construirea de trei hangare.

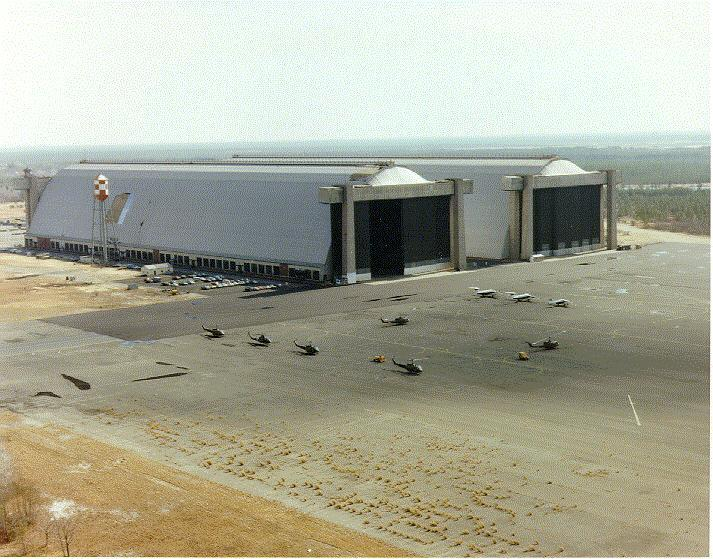
Două hangare.

Frații Wright construiseră avionul lor într-un hangar de lemn în Kill Devil Hills (Carolina de Nord). După ce au gătat proiectul și construcția Wright Flyerului, în Ohio, frații Wright s-au întors în Kill Devil Hills și au găsit hangarul distrus. După acea, construiseră un laborator în locul hangarului în timp ce așteptau livrarea Flyerului.

## Utiliatatea
Hangarele se pot utiliza pentru a proteja avioanele de factori climatici, de atacuri din partea inamică sau doar pentru depozitarea avioanelor când acestea nu sunt utilizate sau dacă sunt în reparare. Câte o dată sunt utilizate pentru a ascunde aeronavele de satelite sau avioane de spionaj.

## Hangarele pentru dirijabile
Hangarele pentru dirijabile sunt de obicei mai mari (special la înălțime) decât hangarele pentru avioane. O mare parte din primele dirijabile utilizau hidrogenul pentru a pluti în aer, și de acea aveau nevoie de un hangar pentru o protecție de la fulgere, cu scopul de a nu provoca o explozie cauzată de gazul foarte inflamabil. Hangarele pentru dirijabile erau cu riscul de o mare explozie, de acea majoritatea hangarelor pentru dirijabile alimentate cu hidrogen dădeau adăpost doar pentru una sau două aerostate de acest tip.

## Galerie

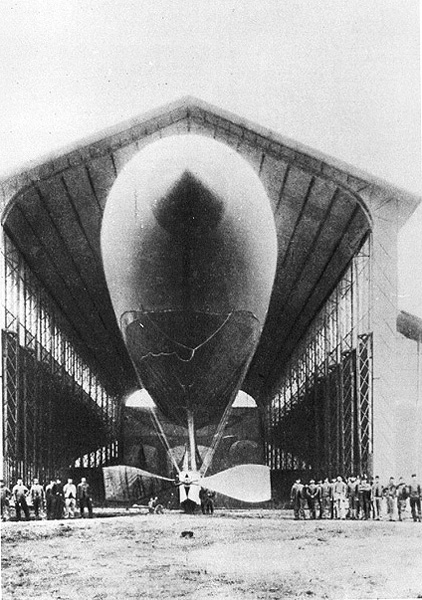
Zeppelinul La France în hangarul Y (1885).
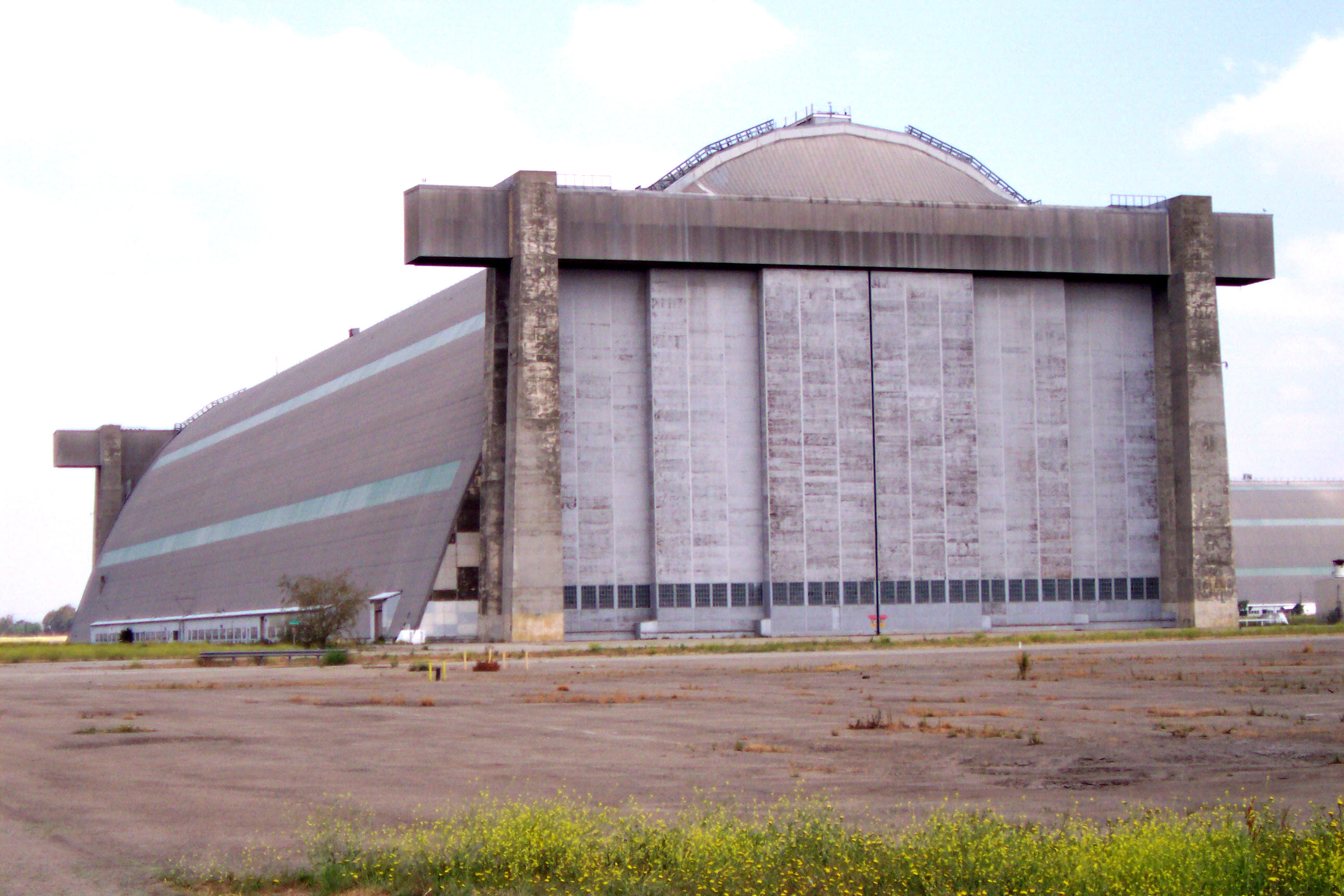
Hangarul nr. 2 pentru dirijabile de la inceputul anului 1942 la Tustin, California (lungime 304 m, lățime 91 m[1]).
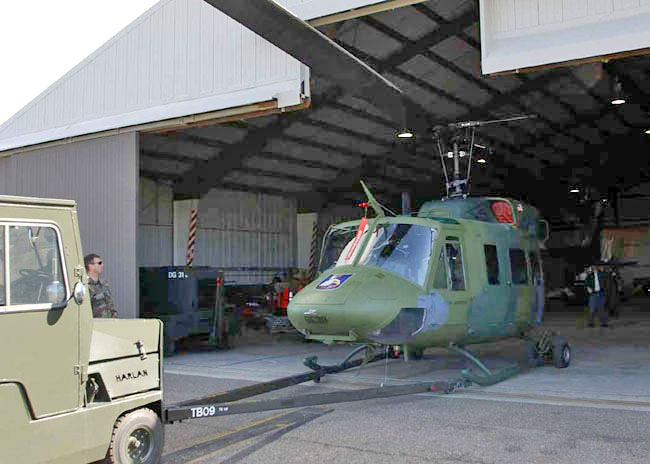
Hangarele se pot utiliza pentru a înmagazina avioane, elicoptere, dirijabile și nave spațiale.
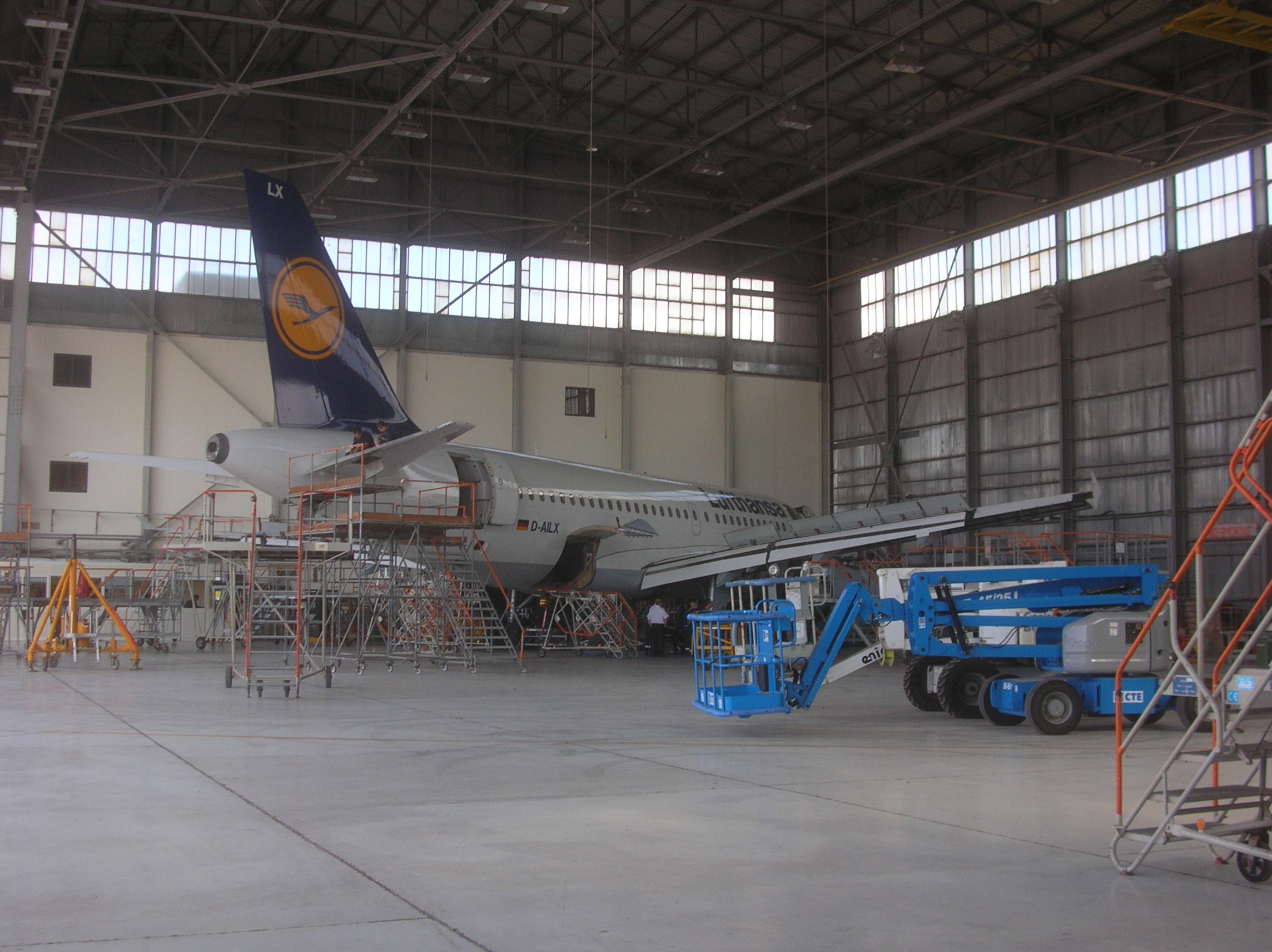
Un Airbus A319 în reparație într-un hangar.
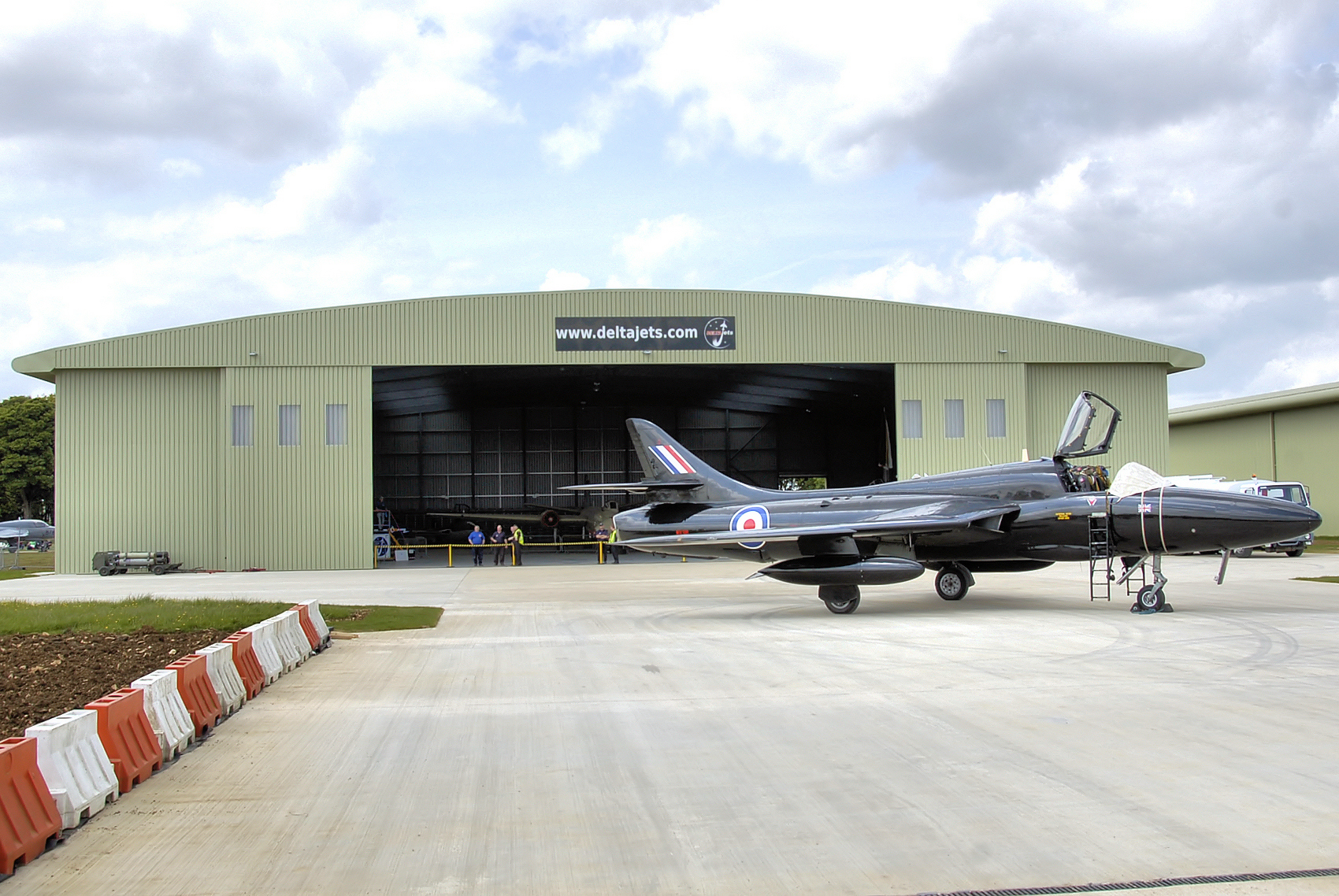
Un hangar de mărime medie în Aeroportul Kemble, Marea Britanie.